# مستكشف الحالة المستقرة لدورة المحيطات والجاذبية الأرضية
مستكشف الحالة المستقرة لدورة المحيطات والجاذبية الأرضية (بالإنجليزية: Gravity Field and Steady-State Ocean Circulation Explorer)‏ هو قمر صناعي من وكالة الفضاء الأوروبية، يهدف بشكل أساسي لقياس حقل الجاذبية الأرضي المستقر وإنشاء نموذج عالي الدقة للجيوئيد geoid.

## مهمته
1. تحديد دقة شذوذ الجاذبية الأرضية بدقة واحد ميلي غال (غال هو وحدة قياس للتسارع حيث أنه واحد غال = 0.01 متر /ثانية مربع).
2. تحديد الجيوئيد بدقة واحد إلى اثنين سنتيمتر.
3. انجاز هذه الأهداف في منطقة من الأرض لا تتجاوز مئة كيلومتر.

## خصائصه
1. الارتفاع عن سطح الأرض 250 كيلومتر، وهذا الارتفاع المنخفض يمكنه من تحديد الجيوئيد بدقة.
2. مدار متزامن مع الشمس, بانحناء inclination قدره 96.5 درجة.
3. سيتم الإطلاق من موقع بليستسك Plesetsk Cosmodrome في روسيا.
4. محطة أرضية في كيرونا Kiruna في السويد ستسخدم لتبادل الأوامر والمعلومات, والمركز الأوروبي للعمليات الفضائية ESOC في دارمشتات الألمانية ستستخدم لمراقبة القمر الصناعي.
5. يبلغ وزن هذا القمر ألف كيلو غرام, وطوله خمسة متر.